# Quận Rusk, Texas
Quận Rusk (tiếng Anh: Rusk County) là một quận trong tiểu bang Texas, Hoa Kỳ. Quận lỵ đóng ở thành phố Henderson6. Theo kết quả điều tra dân số năm  2000 của Cục điều tra dân số Hoa Kỳ, quận có dân số 47.372 người. Đây là một quận cấm rượu hay quận khô.

## Địa lý
Theo Cục thống kê dân số Hoa Kỳ, quận có tổng diện tích 2431 km2, trong đó có 39 km2 là diện tích mặt nước.

### Xa lộ chính
- U.S. Highway 79
- U.S. Highway 84
- U.S. Highway 259
- State Highway 42
- State Highway 43
- State Highway 64

### Quận giáp ranh
- Quận Gregg  (bắc)
- Quận Harrison  (đông bắc)
- Quận Panola  (đông)
- Quận Shelby  (đông nam)
- Quận Nacogdoches  (nam)
- Quận Cherokee  (tây nam)
- Quận Smith  (tây bắc)